# Macropisthodon rhodomelas
Espèce
Synonymes
- Tropidonotus rhodomelas Boie in Boie, 1827
- Tropidonotus mortoni Theobald, 1868

Statut de conservation UICN

 LC  : Préoccupation mineure
Macropisthodon rhodomelas est une espèce de serpents de la famille des Natricidae.

## Répartition
Cette espèce se rencontre :
- en Indonésie sur les îles de Sumatra, de Java, de Bangka et au Kalimantan sur l'île de Bornéo
- en Malaisie péninsulaire et en Malaisie orientale ;
- à Singapour ;
- dans le sud de la Thaïlande.

## Publication originale
- Boie, 1827 : Bemerkungen über Merrem's Versuch eines Systems der Amphibien, 1. Lieferung: Ophidier. Isis von Oken, Jena, vol. 20, p. 508-566 (texte intégral)